# 1019 (numero)
Millediciannove (1019) è il numero naturale dopo il 1018 e prima del 1020.

## Proprietà matematiche
- È un numero dispari.
- È un numero primo e un numero primo forte.
  - È un numero primo di Sophie Germain.
- È un numero difettivo.
- È un numero nontotiente in quanto dispari e diverso da 1.
- È un numero odioso.
- È un numero intero privo di quadrati.
- È parte della terna pitagorica (1019, 519180, 519181).

## Astronomia
- 1019 Strackea è un asteroide della fascia principale del sistema solare.
- NGC 1019 è una galassia nella costellazione della Balena.

## Astronautica
- Cosmos 1019 è un satellite artificiale russo.